# 당질 코르티코이드
당질 코르티코이드 또는 글루코코르티코이드(영어: glucocorticoid)는 부신겉질에서 생성되는 부신겉질 호르몬이다.

## 개요
뇌에 대한 호르몬 효과의 일부는 호르몬에 의한 혈당, 칼슘 등의 변동을 통해 간접적으로 나타난다.
호르몬의 뇌에 대한 직접적인 효과로는 뇌를 통과할 수 있는 호르몬의 경우 신경세포에서 호르몬이 직접 작용하여 그 효과가 나타날 수 있다. 뇌를 통과할 수 없는 호르몬인 경우 호르몬에 의한 뇌기능의 변화는 뇌실주위기관을 통해 조절된다. 단백질과 결합한 스테로이드는 뇌로 침투하지 못하나 유리 스테로이드는 높은 지질 용해도 때문에 비교적 쉽게 침투한다. 따라서 뇌의 활성 스테로이드 농도는 혈액의 유리 스테로이드 농도와 비슷하다. 스테로이드를 받아들이는 세포는 신경세포로 밝혀져 있으며 중추 신경 전체에 넓게 분포한다. 글루코코르티코이드, 테스토스테론, 에스트로겐, 프로게스테론 등은 모두 뇌기능에 영향을 미친다.
글루코코르티코이드는 뇌파의 알파 리듬의 빈도를 증가시키고 쾌감, 식욕 이상 항진증에서 정신병적인 행동까지 다양한 정신 증상을 나타낸다.
글루코코르티코이드는 스테로이드 호르몬의 한 종류이며 글루코코르티코이드 수용체(receptor)와 결합하며 거의 대부분의 척추동물 세포에 존재한다. 글루코코르티코이드라는 이름은 글루코스(Glucose) + 코텍스(Cortex) + 스테로이드(steroid)에서 유래되었다. 즉 포도당(glucose)의 대사를 조절하는 역할을 하고, 부신 피질(adrenal cortex)에서 합성되며, 스테로이드(steroid)양 구조를 지닌다.
글루코코르티코이드는 면역 체계에서 음성되먹이기 기전의 부분으로 면역 활동(염증)을 낮춘다. 그러므로 글루코코르티코이드는 알러지, 천식, 자가 면역질환, 패혈증같은 상태의 과 활성화된 면역체계로 인한 질환의 치료제로 사용된다.
글루코코르티코이드는 다양한 효과를 가지며 잠재적으로 위험한 부작용을 가진다. 또한 암세포의 비정상적인 기전의 일부를 방해하는 작용도 있어 암을 치료할 때 많은 양을 사용하기도 한다.
글루코코르티코이드는 글루코코르티코이드 수용체와 결합을 함으로써 효과를 나타낸다. 활성화된 글루코코르티코이드 수용체 복합체는 세포핵에서 항염증 단백질의 표출을 조절하고(전이활성transactivation이라고 알려진 과정) 세포 기질에서 세포핵으로 다른 전사요인의 전좌를 예방함으로써 세포핵의 염증을 유발하는 단백질의 표출을 억제한다.
글루코코르티코이드는 특이 수용체, 표적 세포, 효능에 의해 염류코르티코이드, 성호르몬과 구별된다. 기술적인 용어로 코르티코스테로이드는 글루코코르티코이드와 염류코르티코이드 모두를 말하지만(부신 피질에서 생산) 종종 글루코코르티코이드의 동의어로 사용되곤 한다.
코티솔은 가장 중요한 인간 글루코코르티코이드이다. 코티솔은 생명에 중요하며 심장혈관, 대사, 면역, 항상성 기능의 중요한 다양성을 지지하고 조절한다. 다양한 합성 글루코코르티코이드는 사용 가능하며 글루코코르티코이드 결핍 시 대체 치료나 면역체계를 억제하는 데 사용된다.

## 분비의 신경내분비적 조절
코티솔의 분비는 부신피질 자극호르몬에 의하여 조절되며 부신피질 자극호르몬의 혈중농도와 같은 일중 변동을 나타낸다. 이들의 분비는 시상하부내지 더 상부 구조에서 시작되는 부신피질 자극호르몬의 일중 변동과 간헐적 분비를 지배하는 기전, 스트레스에 의한 외부자극의 시상하부-뇌하수체로의 전달, 코티솔의 분비 증가에 따른 음성 되먹이기 기전 등에 의하여 조절되고 있다.
(1) 일중 변동
부신피질 자극호르몬과 코티솔은 간헐적으로 분비되면서 일중 변동(circadian rhythm)을 나타내는데 이 근원은 중추신경계의 복합적 작용에 의하여 시상하부의 부신피질 자극호르몬 유리 호르몬 분비가 조절되기 때문이다. 코티솔의 혈중농도는 저녁시간에 낮으며 수면이 시작된 수 첫 수 시간은 더욱 낮아진다. 수면 3-5시간 경과하면서 코티솔 분비는 증가하나 6-8시간 후에 코티솔분비가 대량 간헐적으로 나타나며 이 후 잠에서 깨어나면서 줄어드는데 이 때 분비되는 양이 하루 총량의 약 절반에 해당한다. 새벽 6시부터 분비가 활발해지고 있다. 코티솔은 그 후 분비량과 분비 횟수가 점차 감소하는데 식사와 운동시에는 증가하는 양상을 나타낸다. 이러한 양상은 개인적으로 상당한 차이를 나타내며 수면의 양상, 어둠/빛에의 노출, 식사패턴에 따라서도 큰 변동을 보인다.
(2) 스트레스에 대한 반응
스트레스에 대한 반응은 중추신경계에서 시작하여 시상하부의 부신피질 자극호르몬 유리 호르몬의 분비를 증가시켜 뇌하수체의 부신피질자극 호르몬 분비에 영향을 주어 코티솔을 상승시킨다.
(3) 피드백
코티솔의 부신피질 자극호르몬 억제는 시상하부와 뇌하수체 양쪽에서 일어나고 신속 억제반응과 지연 반응의 두 가지로 나뉠 수 있다.신속 억제 반응에서는 변화의 속도에 비례하여 분비가 조절되는데 글루코코르티코이드의 총 투여량보다 혈중농도의 상승속도와 정도에 따라 변한다. 이 반응은 빠르며 코티솔이 상승하면 부신피질 호르몬은 수분이내에 감소한다. 이 반응은 10분 이상 지속하지 않는 단기간 현상이다. 지연 억제반응에서는 투여 기간과 양에 비례하여 억제가 강하며 글루코코르티코이드의 투여가 계속되면 자극에 대한 부신피질 자극호르몬과 코티솔 반응이 감소하여 결국 소실되게 되며 부신피질 자극호르몬 유리 호르몬의 반응도 없어지고 부신의 섬망대와 망상대가 위축을 일으킨다.

## 작용 기전
글루코코르티코이드는 지용성의 세포막을 쉽게 투과하여 세포질내의 글루코코르티코이드 수용체와 결합하여 세포핵내로 전이하여 핵의 크로마틴 수용체에 작용한다. 이 결과 특정 유전자가 활성화되고 이어 mRNA의 전사도 항진된다. 결국 단백질의 합성이 증가하여 해당세포의 기능을 크게 변화시키는데 수용체는 세포 간 차이가 없으나 결과되는 단백질의 합성은 세포에 따라 크게 달라 세포에 따른 특이한 반응이 나타난다.
(1) 전이활성(Transaction)
글루코코르티코이드는 글루코코르티코이드 수용체와 세포기질에서 결합한다. 수용체의 형태는 리간드(ligand) 결합에 의해 활성화된다. 호르몬이 해당 수용체와 결합한 후 새롭게 형성된 수용체-리간드 복합체는 세포 핵내로 전이하고 유전자 표출 조절시 표적 유전자를 상승시키는 부위에서 글루코코르티코이드 반응 요소(glucocorticoid response element)와 결합한다.
(2) 억제(Transrepression)
반대되는 기전이 억제이다. 활성화된 호르몬 수용체는 특수한 전사 요소(AP-1, NF -ĸB)와 상호작용을 하고 표적 유전자의 전사를 예방한다. 글루코코르티코이드는 염증을 유발하는 유전자의 전이를 예방할 수 있다(pro-inflammatory gene은 인터류킨 IL-1B, IL-4, IL-5, IL-8, 케모카인, 시토카인, GM-CSF, TNFA genes를 포함한다.)
(3) 해리(Dissociation)
보통의 글루코코르티코이드는 전이 활성과 억제 그리고 대사와 심혈관 기능을 조절하는 원하는 면역과 원하지 않는 유전자 사이에서 구별되지 않는다. DNA결합이 불가능하도록 변형된 글루코코르티코이드 수용체를 가진 유전학적으로 변형된 쥐에서 글루코코르티코이드가 차단된 동안에도 글루코코르티코이드의 항염증효과는 여전히 있었다. 이는 원하는 항염증반응 효과의 대부분은 원하지 않는 대사의 효과가 전이 활성으로부터 생겼기 때문이다.
(4) 비게놈(Non-genomic)

## 작용물질과 길항 물질
코티솔, 알도스테론, 코르티코스테론 및 여러 합성 스테로이드가 글루코코르티코이드의 작용물질(agonist)이며 합성 글루코코르티코이드는 코티솔에 비해 수용체와의 친화력이 훨씬 강하고 생물학적 효과도 강하다.
프로게스테론, 11데옥시코티솔, 테스토스테론 및 17베타 에스트라디올 등도 글루코코르티코이드 수용체와 결합하며 길항물질(antagonist) 또는 부분 작용물질 - 부분 길항물질 작용이 있으나 실제 인체내에서는 그 농도가 낮기 때문에 별 의미는 없다.

## 중간대사과정에의 효과
글루코코르티코이드의 영향은 광범위하게 분류된다. 가장 크게 분류하면 면역계의 영향과 대사의 영향으로 나눌 수 있다.
글루코코르티코이드는 phosphoenolpyruvate carboxykinase와 glucose-6-phosphatase를 활성화하여 간에서 당신생을 증가시킨다.
글루카곤, 카테콜아민(catecholamine) 등 당신생을 자극하는 호르몬들의 작용을 협동하며 단백질의 분해를 증가시키고 근육에서의 아미노산 섭취 및 단백질 합성을 억제하여 당신생에 필요한 기질의 공급을 늘린다.
지방분해를 항진하여 글리세롤과 유리 지방산의 농도를 증가시키며 근육에서의 유산의 유출도 증가시킨다. 이들 스테로이드는 간에서의 인슐린 작용아래에 있는 글리코겐 합성을 촉진하며 그 분해는 억제하여 글리코겐 저장을 증가시킨다.
글루코코르티코이드는 근육과 지방조직에의 포도당 섭취를 억제하여 당대사에 영향을 주며 인슐린의 분비가 항진되는 인슐린 저항상태로 만든다. 지방조직에 대하여는 포도당의 섭취를 억제하여 글리세롤이 모자라 지방산의 합성에 어려움이 있게 되며 직접 지방분해를 촉진한다. 또 지방분해를 자극하는 다른 호르몬의 작용을 항진시켜 간접적으로 지방 분해를 증가시킨다. 이러한 지방분해의 항진작용에도 불구하고 지방조직의 과잉침착이 글루코코르티코이드 과잉의 전형적 징후이다. 이러한 현상은 식욕이 항진되어 에너지 섭취가 늘고 지방분해를 억제하는 인슐린 분비가 상대적으로 함께 증가하기 때문이라고 보고 있다.
글루코코르티코이드가 주로 공복시의 혈중 포도당 농도를 유지하기 위하여 근육과 지방조직 등에서 기질공급을 늘리고 이를 근거로 간에서의 포도당 합성 및 분비를 증가시키며 말초조직은 포도당을 잘 이용하지 못하게 하여 꼭 필요한 뇌에의 포도당 공급이 계속되게 몸을 재조정하는 역할을 맡고 있다고 요약할 수 있다.

## 다른 조직에 미치는 영향

### 결체 조직
글루코코르티코이드 과다는 섬유아세포를 억제하며 콜라겐 등 결체조직을 감소시키며 피부가 얇아지고 쉽게 멍들며 선조가 나타나고 상처의 치유가 늦어진다.

### 골
글루코코르티코이드는 직접 세포의 증식을 억제하고 RNA와 단백질, 콜라겐, 히알루론산의 합성을 억제하여 골 형성을 억제한다. 또한 골 흡수도 촉진하며 요중 하이드록시프롤린의 배설이 증가된다. 글루코코르티코이드는 부갑상선 호르몬과 1,25dihydroxycholecalciferol의 작용을 도와서 증폭하고 있다.

### 칼슘 대사
글루코코르티코이드는 장에서의 칼슘 흡수를 억제 하며 혈청 칼슘이 약간 감소한다. 이 결과 부갑상선 호르몬은 증가하여 골 흡수가 증가함으로써 혈청 칼슘은 정상적으로 유지된다. 글루코코르티코이드는 바로 부갑상선 호르몬 분비도 자극한다. 장에서의 칼슘 흡수가 억제되는 기전은 불분명하나 비타민D 대사에의 영향인 것 같지는 않은데 이는 혈중 1,25dihydroxycholecalciferol농도는 정상이거나 오히려 증가하고 있기 때문이다. 1,25dihydroxycholecalciferol의 증가는 부갑상선 호르몬의 증가, 신장의 1알파 수산화효소의 직접적 및 부갑상선 호르몬을 통한 자극, 혈청 인 농도의 감소 등에 따른 것으로 생각되고 있다. 글루코코르티코이드는 요중 칼슘의 배설량도 증가시키며 신 세뇨관에서의 인 재흡수를 억제, 인산 뇨증과 저 인산혈증을 초래한다.
즉 글루코코르티코이드는 장에서 칼슘의 흡수억제와 요중 칼슘 배설을 함께 증가시키고 골에서의 칼슘 흡수를 촉진하여 혈청 칼슘은 유지하지만 동반되는 인산의 배설 증가와 함께 일어나 결과적으로 골결핍을 심하게 초래할 수 있다. 이것은 의인성 쿠싱증후군의 주요 합병증이 되고 있다.

### 성장과 발육
글루코코르티코이드는 태아의 발생 시에는 아마도 성장 인자들과의 협력에 의하여 발육을 항진한다. 폐의 성장을 증진하고 자궁 외에서 폐 기능에 필요한 계면활성제(surfactant)의 생산에 중요한 역할을 한다. 소아에서는 성장을 억제하여 소아에서 스테로이드 치료의 주 합병증이 되고 있다. 성장의 억제는 아마도 골세포에의 직접작용 같으며 성장 호르몬과 소마토메딘 생성의 억제를 통한 간접효과도 있다고 보고 있다.

### 조혈 기관
글루코코르티코이드는 적혈구 생성에 별 영향을 미치지 않는다. 글루코코르티코이드는 백혈구의 이동과 기능에 큰 영향을 미쳐서 글루코코르티코이드를 투여하면 다형핵 백혈구가 골수로부터 유출이 증가된다. 순환혈액 중의 반감기를 증가시키며 혈관 밖으로 유주하여 나가는 것을 억제하여 혈중 다형핵 백혈구 숫자를 증가시킨다. 글루코코르티코이드는 또 림프구, 단핵구, 호산구 등을 혈관 밖으로 이동시킴으로써 혈류 내 수를 감소시킨다. 글루코코르티코이드는 다형핵 백혈구, 림프구, 단핵구 등 염증세포가 상처부위로 이동하는 것을 억제하는 데 이것이 글루코코르티코이드가 항염 효과를 나타내고 오랜 기간 사용하면 감염에 대한 저항력이 낮아지는 주 기전으로 생각된다.

### 면역계의 효과
글루코코르티코이드는 림프구의 생성을 억제하고 림프구의 기능을 직접 억제함으로써 면역계의 조절에 직접 관여하고 있다. 즉 림프구의 여러 림포카인(Limphokine)의 분비를 직접 억제하며 항체의 생산과 항체의 체내 대사를 억제하며 골수 또는 흉선에서 파생된 특정한 림프구 기능도 억제한다. 글루코코르티코이드는 글루코코르티코이드 수용체와의 상호작용을 통해 일어난다. 항염증 단백질 표출을 높게 조절하고 염증을 유발하는 단백질 표출을 낮게 조절한다. 글루코코르티코이드는 T림프구의 항상성과 발달에 관여한다.

### 심 혈관계
글루코코르티코이드는 심 박출량을 증가시키고 카테콜아민 등 다른 혈관수축물질의 작용을 강화하여 말초혈관 긴장도를 증가시킨다. 그러므로 글루코코르티코이드가 결핍되면 무반응성 숔이 나타날 수 있다. 글루코코르티코이드는 염류코르티코이드와는 무관하게 혈압을 올릴 수 있다.

### 신장
글루코코르티코이드는 염류코르티코이드 수용체와 결합하여 물과 전해질대사에 관여 할 수 있으며(물과 나트륨의 저류, 저칼륨혈증, 고혈압 등) 글루코코르티코이드 수용체를 통하여 심박출량의 증가 또는 신장을 직접 자극하여 사구체 여과치를 증가시켜 수분-전해질 대사에 관여한다. 그러므로 순수한 글루코코르티코이드(베타메타손, 덱사메타손)는 나트륨과 물의 배설을 증가시키며 글루코코르티코이드가 부족할 때에는 사구체 여과치가 감소하고 수분의 배설 능력을 떨어트린다. 여기에 글루코코르티코이드 결핍증에 동반하는 항이뇨 호르몬의 분비증가도 기여한다.

### 중추 신경계
글루코코르티코이드는 중추 신경계에 쉽게 투과하여 들어가며 중추신경세포에는 수용체와 결합, 행동과 인식에 큰 변화를 초래한다. 글루코코르티코이드는 해마(hippocampus), 편도체(amygdala),전두엽에서 작용한다.
과잉상태에서는 흔히 쾌감이 생기지만 오래되면 정신병적 징후들(자극 과민성, 정서 불안정,우울증)이 나타날 수 있다. 과운동증이나 조증은 드물며 뚜렷한 정신병으로 나타날 수 있다.
인식 기능의 감소 특히 기억력과 집중력 감소를 호소하며 식욕증가, 성욕 감소, 불면증, REM수면 감소 등도 나타난다.
글루코코르티코이드의 순환 농도와 기억력의 관계를 곡선으로 나타내었는데 Yerkes-Dodson Curve를 따른다. 가장 장기간의 기억이 가장 좋을 때의 글루코코르티코이드의 농도는 중정도의 수준이며 글루코코르티코이드의 수준이 낮거나(예를 들면 부갑상선 절제술 후) 글루코코르티코이드의 수준이 높을때는 장기간의 기억력은 낮았다.

### 다른 내분비기관에의 효과
글루코코르티코이드는 과다하면 갑상선에 영향을 미쳐 갑상선 자극호르몬 유리호르몬에 대한 갑상선 자극 호르몬의 반응이 둔화된다. 글루코코르티코이드는 생식선 자극호르몬과 생식선 기능에 영향을 미치는데 생식선 자극호르몬의 생식선 자극호르몬 유리호르몬에 대한 반응이 억제된다. 이 결과 여성에서는 성기능의 장애(무월경과 무배란)가 생긴다.

## 질환

### 부신피질 기능 저하증
(1) 일차성 부신피질 기능 저하증
부신 자체의 파괴나 일차적 기능부전에 의한 것 : 아디슨 병
(2) 이차성 부신피질 기능 저하증
뇌하수체에서의 부신피질 자극 호르몬 분비저하에 의한 이차적인 것으로 이 중 장기적인 글루코코르티코이드 투여에 의한 이차적 부신피질 기능 가장 흔한 원인이다.

### 쿠싱 증후군
만성적인 글루코코르티코이드 과잉상태를 쿠싱 증후군(만성 부신피질 기능 항진증)이라고 한다.
1. 쿠싱증후군: 외부에서 장기적으로 글루코코르티코이드를 투여한 경우
2. 이소성 쿠싱 증후군: 뇌하수체 선종에서의 부신피질 자극호르몬 과다분비에 따른 부신 피질 증식증, 부신 종양, 부신 및 뇌하수체 이외의 조직에서 기인한 종양에 의한 부신피질 자극 호르몬의 과잉분비가 일어나는 부신피질 자극 호르몬 증후군이 있다.

## 같이 보기
- 면역억제제
- 메티라폰
- 겉질스테로이드

## 참고 문헌
- Vander Sherman Luciano (2001). Human physiology The Mechanism of Body Function, eighth edition. McGraw-Hill Higher Education
- S. Marc Breedlove, Neil V. Watson, and Mark R. Rosenzweig(2010). Biological Psychology: An Introduction to Behavioral, Cognitive, and Clinical Neuroscience, sixth edition. Sinauer
- 민헌기(1990). 임상 내분비학. 고려의학.